# Imma hectaea
Imma hectaea är en fjärilsart som beskrevs av Imma 1906. Imma hectaea ingår i släktet Imma och familjen Immidae. Inga underarter finns listade i Catalogue of Life.